# Martinus Pelinck
Martinus Pelinck (Maastricht, 18 mei 1904 - Norg, 30 juni 1972) was een Nederlandse burgemeester.

## Leven en werk
Pelinck was een lid van de familie Pelinck en een zoon van de vicepresident van de arrondissementsrechtbank van Assen mr. Hendrik Pelinck en de secretaris van de provinciale vereniging het Groene Kruis van Drenthe Wilhelmina Jacoba Zijnen de Gier. Pelinck werd in 1933 burgemeester van de voormalige Drentse gemeente Oosterhesselen. In 1937 werd hij benoemd tot burgemeester van Norg en in 1941 was hij daarnaast nog enige tijd waarnemend burgemeester van Eelde. Het burgemeestersambt van Norg zou hij vervullen tot 1963. Aan de Brink in Norg staat een groot wit landhuis, waar hij tijdens zijn ambtstermijn als burgemeester woonde. Achter de woning is een klein bos met grachten en bruggetjes. Dit 'landgoed' wordt nog steeds "Pelinckstuin" genoemd in Norg.
Pelinck huwde op 27 mei 1933 met Maria Jacoba Hendrika Westra van Holthe, uit dit huwelijk werden drie kinderen geboren. Pelinck was kamerheer in bijzondere dienst van H.M. de Koningin. Hij was ridder in de Orde van Oranje-Nassau.